# ویکی هرتزلر
ویکی هرتزلر (به انگلیسی: Vicky Hartzler) نمایندهٔ حوزه انتخابیه چهارم میزوری از حزب جمهوری‌خواه ایالات متحده آمریکا در مجلس نمایندگان ایالات متحده آمریکا است که برای نخستین‌بار در ۳۳ ژانویه ۲۰۱۱ میلادی به‌عضویت این مجلس درآمد.